# The Look
«The Look» (с англ. — «Вид») — песня шведской группы Roxette с их второго студийного альбома Look Sharp!. Была издана в качестве сингла в 1989 году и принесла коллективу известность в Европе и США, достигнув 7 строчки в британском хит-параде UK Singles Chart и возглавив американский чарт Billboard Hot 100. В 1995 году была переиздана под названием «The Look ’95» в рамках сборника Don’t Bore Us, Get to the Chorus!.

## История создания
Запись «The Look» проходила на студии EMI в Стокгольме весной 1988 года, под руководством продюсера и клавишника Roxette Кларенса Эвермана, а также звукорежиссёра и бас-гитариста группы Пера Гессле Gyllene Tider Андерса Херрлина, который привнёс в процесс записи синтезатор Ensoniq ESQ-1. Работая над текстом песни, Пер сосредоточился в первую очередь на подборе слов, удачно попадающих в ритм. Черновая версия песни получила название «He’s got the look», впоследствии, по идее Мари Фредрикссон, оно было изменено на «The Look».
Песня вышла в составе второго студийного альбома коллектива, Look Sharp!, который получил широкое признание на родине музыкантов, но практически не был известен за пределами Швеции. Вполне возможно, что «The Look» так и осталась бы малоизвестной песней, если бы не счастливое для Roxette стечение обстоятельств. Американский студент Дин Кашмэн, проходивший обучение в Швеции по программе обмена, вернулся домой с экземпляром альбома Look Sharp!, который ему очень понравился. Дин вынудил представителей радиостанции KDWB (101.3 FM) в Миннеаполисе прослушать «The Look» и получил согласие на пробный запуск песни в эфир. Через некоторое время в студию KDWB позвонили и заказали повтор песни. Диджей Брайан Филипс решил скопировать запись на кассету и отправить её своим коллегам из Майами, Нью-Йорка и Лос-Анджелеса. «The Look» распространилась по Штатам на аудиоленте и стала хитом, при том, что песня даже не была выпущена на сингле.
Сингл «The Look» был официально выпущен EMI Records в марте 1989 года. Пластинка достигла первой строчки в чарте Billboard Hot 100 и заняла лидирующие позиции в ряде других стран. Подобный успех был беспрецедентным для шведских музыкантов, родным языком которых не был английский. Всего через месяц сингл был сертифицирован «золотым диском» Американской ассоциацией звукозаписывающих компаний, ещё два месяца спустя — Канадской ассоциацией. По сей день «The Look» остаётся одной из наиболее известных песен Roxette.

## Критика
Брайан Басс из AllMusic описал песню как яркую и блестящую. Билл Коулман из Billboard сказал, что это лёгкий поп-трек, который включает в себя энергичный рок и фанковые ритмические основы. Он уже имеет громкий успех на рынке, поэтому дополнительные слова излишни. Издание Music & Media прокомментировало, что Roxette широко рекламируется как новая ABBA. Время покажет, удастся ли им быть такими же продуктивными, как легендарная четвёрка, но эта напряжённая, атмосферная «битлообразная» песня определённо знаменует собой шаг в правильном направлении. Без сомнения, одной из его самых привлекательных особенностей является тонкая вокальная гармонизация в припеве . Журнал People назвал песню оживлённой и красиво исполненной, добавив, что у неё есть и умеренный темп, и взрывной, тем самым они выгодно отличаются от своих скандинавских предшественников. Столь же высоко о ней отозвалась американская певица Адева в обзоре синглов для британского музыкального журнала Number One, выделив «первоклассный бит» и «отменный вокал».

## Список композиций
Оригинальное издание (EMI Parlophone — 1363337)
| №  | Название   | Длительность |
| -- | ---------- | ------------ |
| 1. | «The Look» | 3:56         |

| №  | Название             | Длительность |
| -- | -------------------- | ------------ |
| 2. | «Silver Blue» (demo) | 4:05         |

Американское издание (EMI — V-56133)
| №  | Название                     | Длительность |
| -- | ---------------------------- | ------------ |
| 1. | «The Look» (visible mix)     | 6:03         |
| 2. | «The Look» (power radio mix) | 4:09         |

| №  | Название                   | Длительность |
| -- | -------------------------- | ------------ |
| 1. | «The Look» (big red mix)   | 7:33         |
| 2. | «The Look» (invisible dub) | 5:11         |
| 3. | «Silver Blue» (demo)       | 4:00         |

Переиздание (EMI — 8652022, EMI — 8652032)
| №  | Название                                | Длительность |
| -- | --------------------------------------- | ------------ |
| 1. | «The Look ’95» (chaps 1995 remix)       | 5:08         |
| 2. | «The Look ’95» (chaps donna bass remix) | 6:53         |
| 3. | «The Look ’95» (rapino club mix)        | 5:22         |
| 4. | «The Look ’95» (rapino dub mix)         | 5:14         |

| №  | Название                          | Длительность |
| -- | --------------------------------- | ------------ |
| 1. | «The Look ’95» (chaps 1995 remix) | 5:10         |
| 2. | «The Look» (original version)     | 3:59         |
| 3. | «Crazy About You»                 | 3:59         |
| 4. | «Dressed for Success» (US mix)    | 4:53)        |

## Позиции в чартах
| Чарт (1989)                        | Высшая позиция |
| ---------------------------------- | -------------- |
| Австралия (ARIA)                   | 1              |
| Австрия (Ö3 Austria Top 40)        | 2              |
| Бельгия/Фландрия (Ultratop 50)     | 3              |
| Канада (RPM Top Singles)           | 2              |
| Канада (RPM Dance/Urban)           | 13             |
| Denmark (IFPI)                     | 1              |
| Finland (Suomen virallinen lista)  | 1              |
| Франция (SNEP)                     | 12             |
| European Hot 100 (Music & Media)   | 1              |
| Германия (GfK)                     | 1              |
| Ирландия (IRMA)                    | 10             |
| Italy (FIMI)                       | 1              |
| Japan International (Oricon)       | 2              |
| Нидерланды (Dutch Top 40)          | 2              |
| Нидерланды (Single Top 100)        | 2              |
| Новая Зеландия (Recorded Music NZ) | 1              |
| Норвегия (VG-lista)                | 1              |
| Poland (LP3)                       | 8              |
| Portugal (AFP)                     | 2              |
| Spain (AFYVE)                      | 1              |
| Швеция (Sverigetopplistan)         | 6              |
| Швейцария (Schweizer Hitparade)    | 1              |
| Великобритания (UK Singles Chart)  | 7              |
| США (Billboard Hot 100)            | 1              |
| US Cashbox Top 100                 | 2              |
| США (Billboard Dance Club Songs)   | 47             |

| Chart (2019—2020)                           | Peak position |
| ------------------------------------------- | ------------- |
| Australian Digital Tracks (ARIA)            | 34            |
| Польша (ZPAV AirPlay Top 100)               | 94            |
| Шотландия (Scottish Singles Chart)          | 83            |
| Великобритания (UK Singles Downloads Chart) | 96            |

| Чарт (1989)                             | Позиция |
| --------------------------------------- | ------- |
| Australian Singles (ARIA)               | 2       |
| Austrian Singles (Ö3)                   | 2       |
| Belgian Singles (Ultratop Flanders)     | 24      |
| Brazilian Singles (ABPD)                | 35      |
| Canadian Singles (RPM)                  | 10      |
| Dutch Singles (Top 40)                  | 10      |
| Dutch Singles (Top 100)                 | 43      |
| Europe (Eurochart Hot 100)              | 5       |
| German Singles (GfK)                    | 4       |
| Italian Singles (FIMI)                  | 9       |
| New Zealand Singles (Recorded Music NZ) | 2       |
| Swiss Singles (Schweizer Hitparade)     | 2       |
| US Billboard Hot 100                    | 17      |
| US Singles (Cashbox)                    | 6       |
| US Radio Songs (Billboard)              | 14      |
| US Pop Songs (Billboard)                | 39      |

| Чарт (1980-89)       | Позиция |
| -------------------- | ------- |
| German Singles (GfK) | 30      |

| Регион                                                      | Сертификация | Продажи  |
| ----------------------------------------------------------- | ------------ | -------- |
| Австралия (ARIA)                                            | Платиновый   | 70 000^  |
| Канада (Music Canada)                                       | Золотой      | 50,000^  |
| Швеция (GLF)                                                | Золотой      | 25 000^  |
| США (RIAA)                                                  | Золотой      | 500 000^ |
| ^ Данные о тиражах приведены только на основе сертификации. |              |          |